# ダブルボーダー
『ダブルボーダー』（原題：Extreme Prejudice）は、1987年に制作されたアメリカ合衆国のネオ・ウェスタン・アクション映画で、ニック・ノルティとパワーズ・ブースが主演し、マイケル・アイアンサイド、マリア・コンチータ・アロンゾ、リップ・トーン、ウィリアム・フォーサイス、クランシー・ブラウンなどが出演している。
監督はウォルター・ヒル、脚本はハリー・クライナーとデリック・ウォッシュバーン（後者は『サイレント・ランニング』や『ディア・ハンター』でマイケル・チミノと組んでいる）、原作はジョン・ミリアスとフレッド・レクサー。
『Extreme Prejudice』は、ヒルが『ゲッタウェイ』で組んだサム・ペキンパー監督の西部劇『ワイルド・バンチ』へのオマージュである。どちらの映画も最後はメキシコの国境の町で大規模な銃撃戦が繰り広げられる。タイトルの由来は、同じくミリアス脚本の『地獄の黙示録』で有名になった「Terminate with extreme prejudice」という言葉である。
主人公のジャック・ベンティーン（ノルティ）は、ホアキン・ジャクソンがモデルになっていると言われている。ノルティはジャクソンと一緒にテキサスで3週間過ごし、レンジャーの日々の活動を学んだ。そして、その経験をキャラクターのマナーや服装に反映させた。

## ストーリー
テキサス州エルパソの空港に、ラリー・マクローズ（クランシー・ブラウン）軍曹をはじめとする歴戦の兵士たちが次々と集まっていた。やがてリーダーのポール・ハケット少佐（マイケル・アイアンサイド）が姿を現す。彼らはある作戦の任があり、全員が記録上では死亡とされていた。
テキサス州とメキシコの境の近くにある町ウバルデ。テキサス・レンジャーのジャック・ベンティーン（ニック・ノルティ）は、友人の保安官ハンク・ピアソン（リップ・トーン）と共に日夜、麻薬組織との戦いに明け暮れていた。その組織の元締めはジャックの親友であったキャッシュ・ベイリー（パワーズ・ブース）。キャッシュは麻薬取引で成り上がり、メキシコとテキサスの国境沿いに巨大なアジトを築き上げ王のように君臨していた。
ある日、業を煮やしたキャッシュはジャックと接触、思い出に花を咲かせるが、キャッシュの懐柔をジャックは拒否、報復にキャッシュはピアソンを殺害し、ジャックの恋人サリタ（マリア・コンチータ・アロンゾ）を拉致する。
そんな中、キャッシュの動向を偵察していたハケットとマクローズは、偶然遭遇したキャッシュの部下と交戦となり、いとも簡単に彼らを始末する。捜査にあたったジャックは彼らの存在を察知し、一方、ハケットも身分を偽ってジャックと接触、彼の動向を注視し始める。
ある日、町の銀行が何者かの襲撃を受ける。その正体はハケット率いる件の特殊部隊だった。彼らはキャッシュの組織撲滅のための特殊任務を帯びており、手始めにキャッシュの隠し資産の襲撃を図ったのだ。だが、手違いにより、
駆け付けた警察と銃撃戦となり、隊員のフライ軍曹が死亡、逃走役のアトウォーターとコーカーが拘束される。取り調べを行ったジャックは、釈放のため現れたハケットから作戦の全貌を知り、サリタ救出のため作戦に参加することとなる。
アジトへと到着したジャックはキャッシュと対峙、けじめをつけるため決闘へと導かれる。一方、着々と襲撃準備をすすめるマクローズ達に、ハケットはキャッシュ殺害後すぐにジャックも始末するよう指示、躊躇するマクローズをしり目にひそかに単独行動をとり始める。
やがて、一発の銃声と共にジャック達を巻き込んだ血みどろの戦いが幕を開ける・・。

## スタッフ
- 監督：ウォルター・ヒル
- 製作：バズ・フェイトシャンズ
- 製作総指揮：マリオ・カサール、アンドリュー・G・ヴァイナ
- 原案：ジョン・ミリアス、フレッド・レクサー
- 脚本：デリック・ウォッシュバーン、ハリー・クレイナー
- 撮影：マシュー・レオネッティ
- 音楽：ジェリー・ゴールドスミス
- 編集：フリーマン・A・デイヴィーズ、デイヴィッド・ホールデン、ビリー・ウェバー
- 美術：ジョセフ・C・ニェメッツ3世

## キャスト
| 役名                                   | 俳優                               | 日本語吹替                           |
| 役名                                   | 俳優                               | フジテレビ版                         |
| -------------------------------------- | ---------------------------------- | ------------------------------------ |
| ジャック・ベンティーン                 | ニック・ノルティ                   | 納谷悟朗                             |
| キャッシュ・ベイリー                   | パワーズ・ブース                   | 近藤洋介                             |
| ポール・ハケット少佐                   | マイケル・アイアンサイド           | 小林清志                             |
| サリタ・シスネロス                     | マリア・コンチータ・アロンゾ       | 鈴木弘子                             |
| ハンク・ピアソン保安官                 | リップ・トーン                     | 石森達幸                             |
| ラリー・マクローズ曹長                 | クランシー・ブラウン               | 玄田哲章                             |
| バック・アトウォーター軍曹             | ウィリアム・フォーサイス           | 広瀬正志                             |
| デクラン・パトリック・コーカー二等曹長 | マット・マルハーン                 | 仲木隆司                             |
| チャールズ・ビドル軍曹                 | ラリー・B・スコット                | 塩屋翼                               |
| ルーサー・フライ軍曹                   | ダン・トゥリス・Jr.                | 屋良有作                             |
| マーヴ                                 | ジョン・デニス・ジョンストン       | 上田敏也                             |
| クラレンス・キング                     | トニー・フランク                   | 加藤正之                             |
| ルポ                                   | ルイス・コントラレス               | 飯塚昭三                             |
| T.C.ルーク                             | ケント・リファム                   | 飯塚昭三                             |
| ヘクター                               | ゲイリー・カルロス・セルヴァンテス | 幹本雄之                             |
| マンデー                               | タイニー・リスター・Jr.            | 亀井三郎                             |
| チャブ・ルーク                         | ミッキー・ジョーンズ               | 亀井三郎                             |
| コルテス保安官                         | マルコ・ロドリゲス                 | 千田光男                             |
| パーヴィス保安官                       | ジェームズ・ラシュリー             | 村山明                               |
| 役不明又はその他                       |                                    | 塚田恵美子 目黒裕一 さとうあい       |
|                                        |                                    |                                      |
| 翻訳                                   |                                    | 高橋京子                             |
| 演出                                   |                                    | 春日正伸                             |
| 調整                                   |                                    | 遠西勝三                             |
| 効果                                   |                                    | 南部満治 大橋勝次                    |
| 選曲                                   |                                    | 河合直                               |
| 制作                                   |                                    | ニュージャパンフィルム               |
| 初回放送                               |                                    | 1988年5月28日 『ゴールデン洋画劇場』 |

- 日本語吹替はキングレコードより発売のDVD/BDに収録されている。